# Davidwache

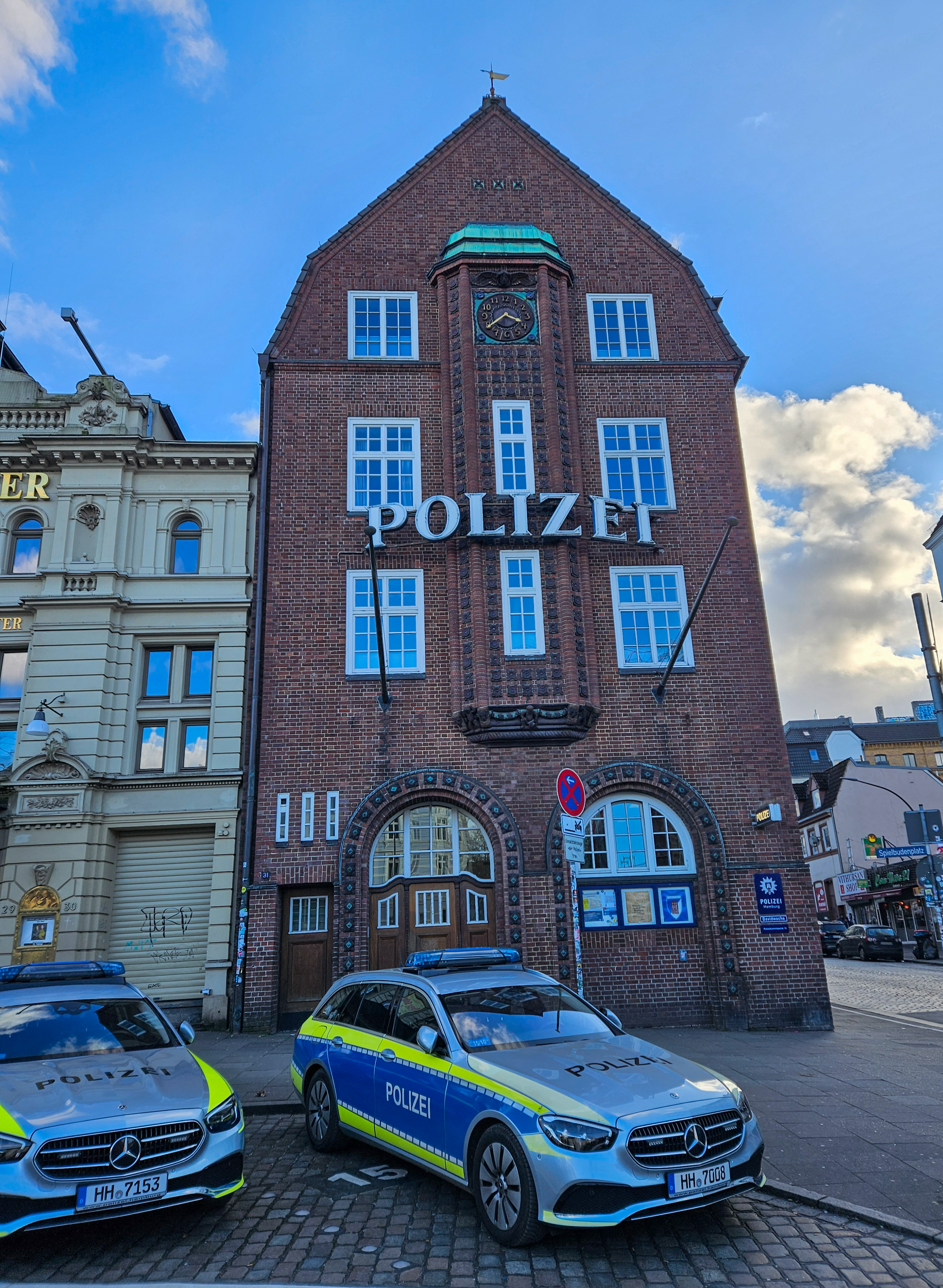
Davidwache in Hamburg

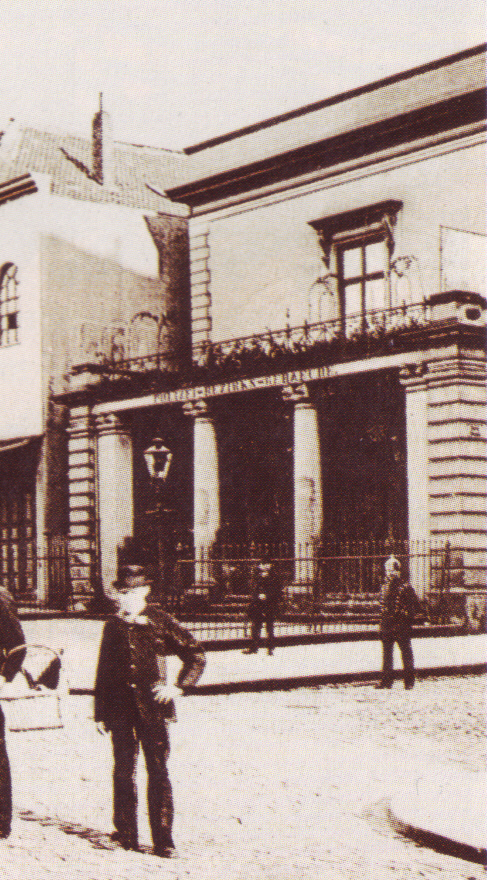
Die alte Davidwache im Jahre 1889

Davidwache (fälschlich auch mit Fugen-s als Davidswache bezeichnet) ist die Bezeichnung für Dienststelle und -gebäude des Hamburger Polizeikommissariats 15 im Stadtteil St. Pauli an der Reeperbahn, Ecke Spielbudenplatz/Davidstraße. Der denkmalgeschützte Altbau wurde von Fritz Schumacher geplant und 1914 fertiggestellt; der Bildhauer Richard Kuöhl gestaltete die Schmuckkeramik. Es wurde 2004/2005 rückseitig um einen Anbau erweitert, in dem die Räume der Kriminalpolizei untergebracht sind. Das vielschichtige und durch das Rotlichtmilieu besonders belastete Reviergebiet auf dem Kiez umfasst 0,92 km² mit etwa 14.000 Einwohnern. Besonders durch Film und Fernsehen ist es zum bekanntesten Polizeirevier der Hansestadt und auch darüber hinaus geworden. Ihr bisher prominentester Chef war Ludwig Rielandt, der dieses Polizeirevier von 1973 bis zur Pensionierung 1986 leitete.

## Geschichte
Die Geschichte der Davidwache begann unspektakulär. Im Jahre 1840 bewilligte der Hamburger Senat eine Polizeiwache für das vor den Toren der Stadt gelegene Landgebiet St. Pauli. Im April 1840 wurde eine Wachmannschaft eingestellt, im Oktober 1840 wurde ein Häuschen an der Ecke Kastanienallee und Davidstraße bezogen. Bereits 1867 erschien eine Verstärkung der Polizeikräfte nötig, wodurch auch ein erhöhter Raumbedarf entstand. Es traf sich, dass an der Ecke Davidstraße und Spielbudenplatz ein Gebäude des Hamburger Bürgermilitärs nach dessen Auflösung zur Verfügung stand. Die Wache zog 1868 an diesen Standort um, den sie noch heute innehat.
Nach 31 Jahren, in denen der Polizeiwachdienst einer bürgerlichen Deputation unterstand, wurde die Wache im Jahre 1871 der Hamburger Polizeibehörde – damals als Polizeiwache 13 – zugeordnet.
Mit der weiteren Expansion des Vergnügungsviertels St. Pauli schien um die Jahrhundertwende eine abermalige Erhöhung der Polizeipräsenz dringend geboten. Diensträume für Kriminal-, Sitten- und Ausländerpolizei waren unterzubringen, es wurde wiederum ein größeres Gebäude benötigt.
Man entschloss sich zu einem Neubau und beauftragte den Stadtbaumeister Fritz Schumacher mit der Planung eines Gebäudes. Es folgte ein längerer Streit um den geeigneten Standort: die Bewohner und die Betreiber der Amüsierbetriebe forderten eine Rückverlegung der Wache an den alten Standort in der Kastanienallee, da die ständige Präsenz der Polizei direkt am Spielbudenplatz als dem Geschäft abträglich empfunden wurde. Da der Bauplatz dort aber zu klein war, konnte sich schließlich die Polizeibehörde mit ihrem Wunsch nach Erhalt des Standorts durchsetzen.
Ein weiterer Streit, diesmal um die Finanzierung, folgte. Der ursprüngliche Kostenvoranschlag Fritz Schumachers aus dem Jahre 1911 belief sich auf etwa 115.000 Mark (ℳ), 1913 wurden die Kosten bereits mit ℳ 170.000 veranschlagt. Auch dieser Streit wurde aber schließlich notgedrungen beigelegt und das nötige Geld bereitgestellt.
Die Polizeiwache Spielbudenplatz (heute: Davidwache) in St. Pauli wurde von 1913 bis 1914 gebaut, und am 10. Dezember 1914 der Polizei übergeben. Das Dienstgebäude sollte Polizeiwache, Meldeamt, sittenpolizeiliche Untersuchungsstation (mit separatem Treppenhaus), mehrere Dienstwohnungen, Gefangenenzellen und Geräteräume aufnehmen. Erster Nutzer war die Polizeiwache Nr. 13.
Am 9. Oktober 1970 erhielt die im Volksmund schon seit weit über 100 Jahren so genannte Davidwache vom damaligen Innensenator Heinz Ruhnau das Recht, sich fortan auch ganz offiziell und im externen Rechtsverkehr so zu nennen.
Nach mehreren umfassenden Renovierungen, die letzten größeren in den Jahren 1968 und 1990/1991, wurde im Rahmen einer Neustrukturierung der Hamburger Polizei 2003 abermals mehr Platz benötigt. Die örtlich zuständige Kriminalpolizeidienststelle, zuvor ungünstig in der Lerchenstraße in den Räumen der Nachbarwache untergebracht, sollte mit den Kräften der Schutzpolizei zu einem Polizeikommissariat im selben Gebäude zusammengelegt werden.
Nach etwa 15-monatiger Bauzeit wurde am 4. April 2005 der Anbau offiziell übergeben und die Schaffung des Polizeikommissariats 15 verkündet. Im Anbau sind nun die Kriminalpolizei und die Abteilung für straßenverkehrsbehördliche Angelegenheiten untergebracht, während im alten Gebäudeteil die Schutzpolizei und die Kommissariatsleitung einquartiert sind. Weiterhin bietet der Anbau Platz für einen großen Konferenzsaal.

## Filme und Serien
1958 wurde in "Stahlnetz", Folge 4 "Die Tote im Hafenbecken" in der Davidwache ermittelt.
1964 kam Jürgen Rolands Film Polizeirevier Davidswache in die Kinos, 1971 folgte Wolfgang Staudtes Fluchtweg St. Pauli – Großalarm für die Davidswache.
Für die ARD-Vorabendserie Großstadtrevier dient die Wache als eines von mehreren Vorbildern, ebenso für die ZDF-Serie Notruf Hafenkante.

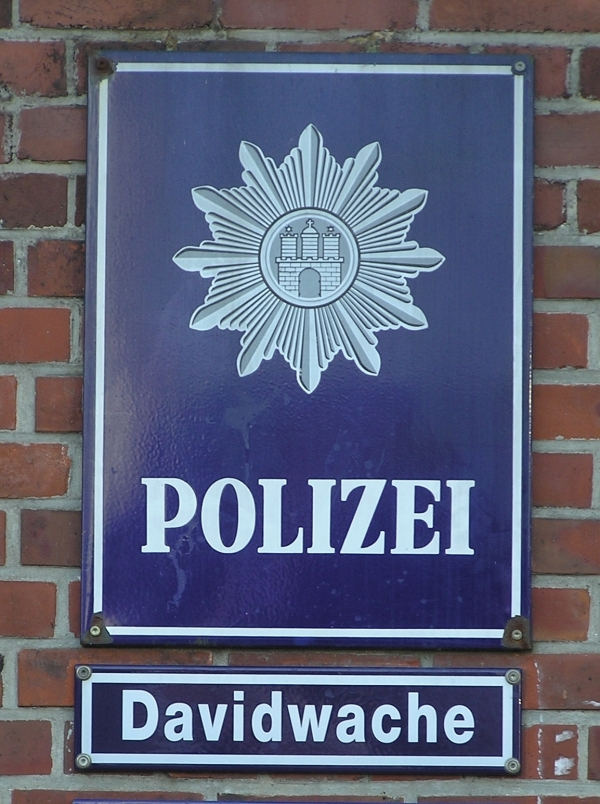
Davidwache
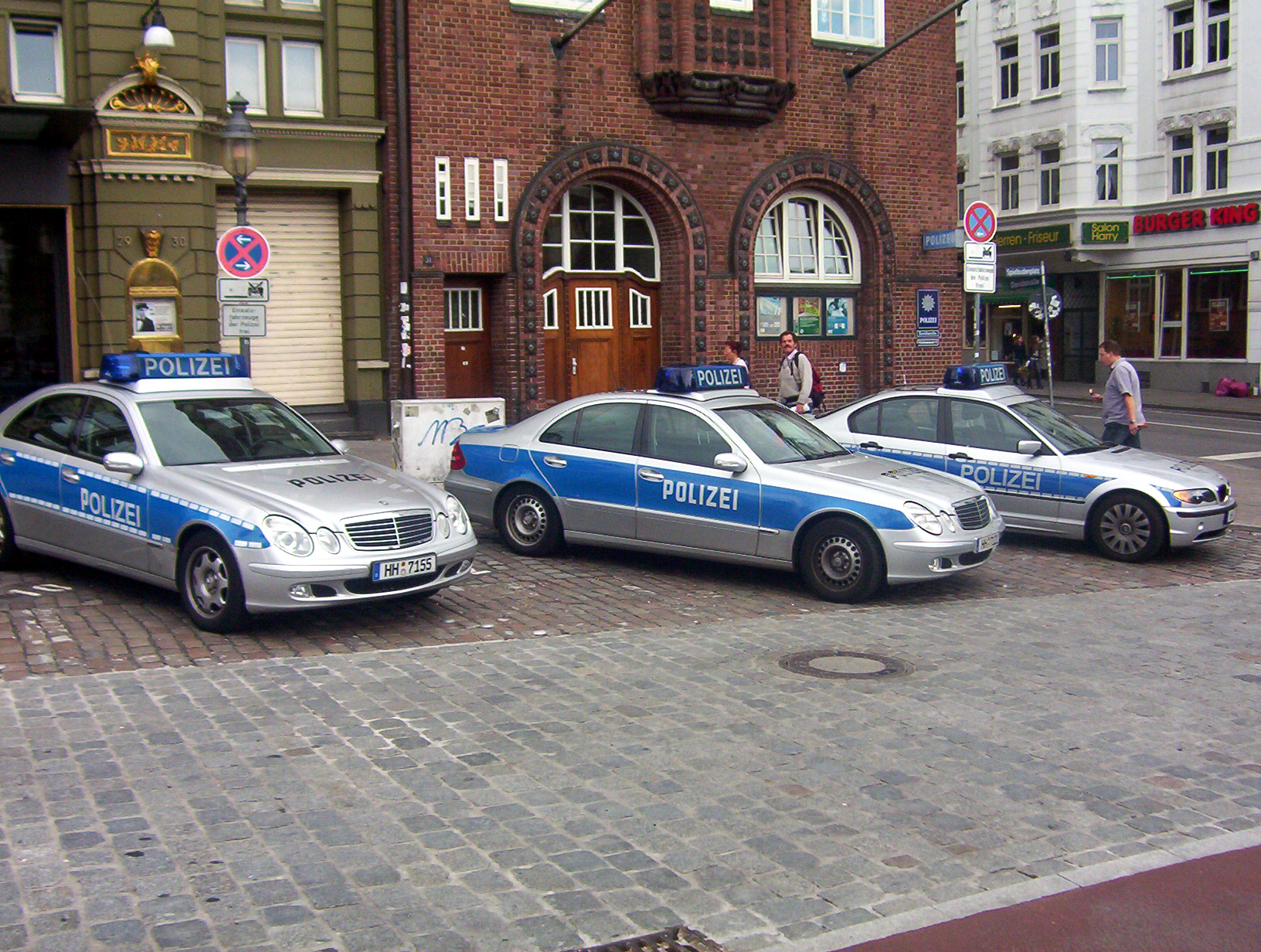
Streifenwagen vor der Davidwache (2006)
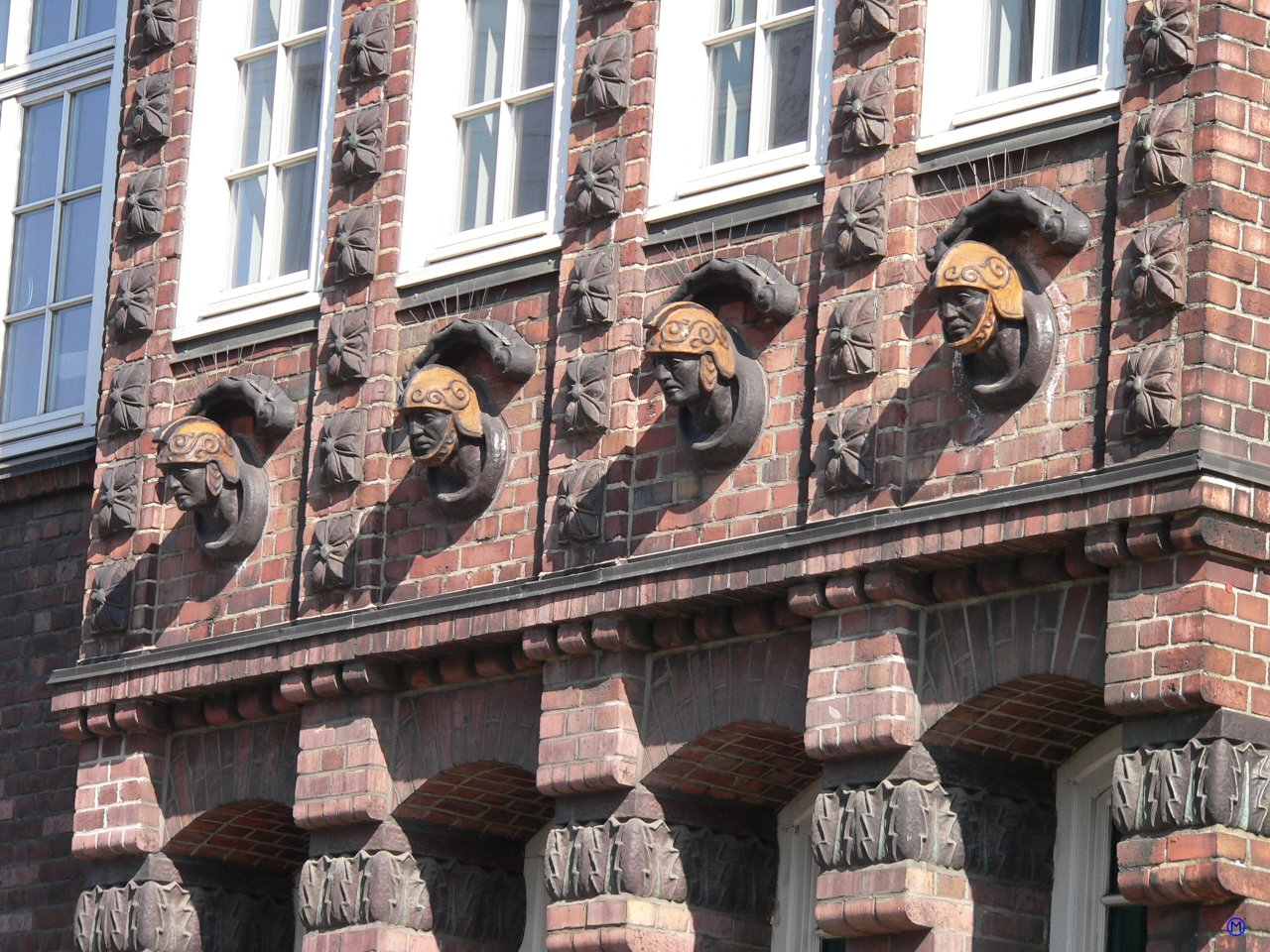
Plastiken an der Davidwache von Richard Kuöhl
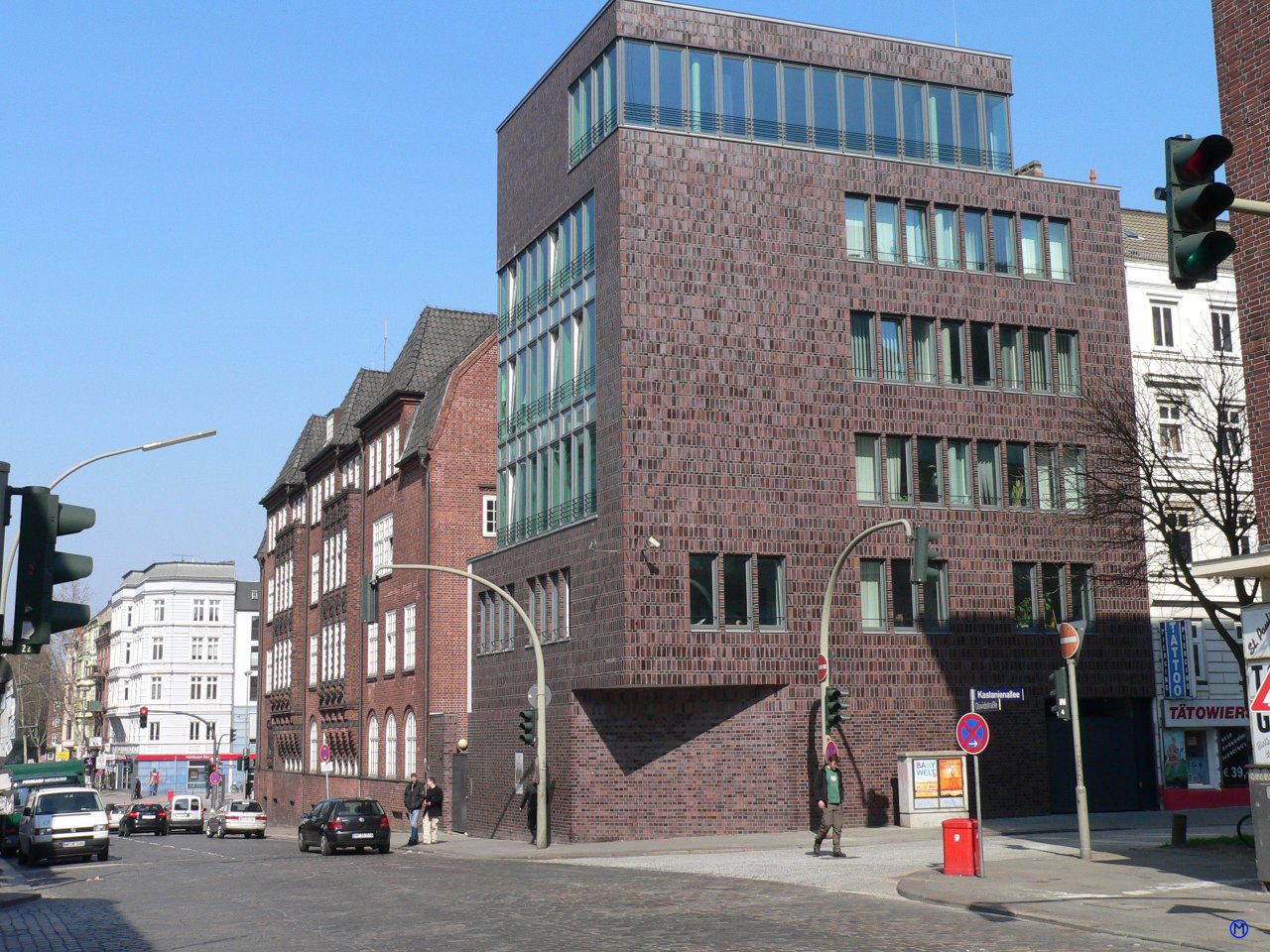
Erweiterungsbau Davidwache